# Toakai Puapua
Toakai Puapua – tuwalski trener piłkarski.

## Kariera trenerska
W latach 2006–2008 trenował FC Tofaga. Od 2006 do 2010 prowadził narodowej reprezentacji Tuvalu.